# Ivan Gudelj
Ivan Gudelj (Imotski, 21. travnja 1960.), bivši hrvatski nogometaš, današnji trener. Zbog bolesti je prekinuo igračku karijeru s 26 godina. Kao igrač bio je razoran, prodoran, podjednako uspješan u napadačkim i obrambenim akcijama i krasila ga je velika borbenost.

## Igračka karijera

### Klupska karijara
Počeo je igrati nogomet u Mračaju iz Runovića. Već od rane dobi pokazivao je naznake velikog talenta, pa je tako '79 na europskom juniorskom prvenstvu u Austriji, koji je Jugoslavija osvojila, proglašen najboljim igračem. Karijeru je započeo i završio u splitskome Hajduku u čijem je dresu odigrao ukupno 362 utakmice i postigao 93 pogotka. S Hajdukom 1979. godine osvaja naslov prvaka Jugoslavije, a 1984. i 1987. godine i Kup maršala Tita. Bio je članom velike Hajdukove generacije 1980-ih godina koja je bilježila sjajne rezultate vani, ali nedovoljno dobre u domaćoj ligi. Univerzalni Gudelj svojim je pogodcima donio je mnoge pobjede kao protiv Dnjipra, Valencije, Sparte itd. Posljednja utakmica bila mu je s Crvenom zvezdom na Poljudu kada je osjetio veliku iscrpljenost ne znajući da mu zbog hepatitisa B propadaju mišići. Izašao je iz igre popraćen zvižducima zbog "simuliranja". Imao je u džepu ugovore od Bordeauxa i Reala iz Madrida ali su tako propali. Nakon toga i liječenja se, vođen lošim liječničkim procjenama, dva puta prerano vraćao treningu i oba puta mu se bolest ponovno vraćala te je u na kraju morao prekinuti igračku karijeru.
Statistika u Hajduku
| Natjecanje        | Nastupi | Zgoditci |
| ----------------- | ------- | -------- |
| Prvenstvo         | 180     | 38       |
| Kup               | 16      | 8        |
| Superkup          | 0       | 0        |
| Međunarodne       | 26      | 9        |
| Splitski podsavez | 0       | 0        |
| Ukupno            | 222     | 55       |
| Prijateljske      | 140     | 38       |
| Sveukupno         | 362     | 93       |

### Reprezentativna karijera
Za reprezentaciju Jugoslavije odigrao je 33 utakmice i postigao 3 pogotka. Prvi put nastupio je 1980. godine u gostujućoj pobjedi protiv Luksemburga (5:0), a posljednji susret bilježi 6 godina potom u Bruxellesu protiv Belgije (3:1). U međuvremenu nastupio je na Olimpijadi 80', svj. smotri u Španjolskoj dvije godine poslije, nakon koje ga je francuski magazin L'Équipe stavio među najbolju jedanaestoricu prvenstva, te na EURU 1984. godine.

## Trenerska karijera
Nakon igračke karijere krenuo je u trenerske vode. Diplomirao je na Kineziološkom fakultetu u Zagrebu i stekao zvanje profesora kineziologije. U matičnoj sredini obnaša i dužnosti predsjednika Zbora nogometnih trenera Splitsko-dalmatinske županije. Vodio prvo svećeničku reprezentaciju, pa neke mlađe naraštaje hrvatske reprezentacije s kojima postiže vrlo dobre rezultate (europska bronca 2001. s generacijom Nike Kranjčara). Nakon toga kratko vodi Uskok, Zadar, pa Dubrovnik dok nije sredinom rujna 2005. godine naslijedio Ćiru Blaževića na mjestu trenera splitskoga Hajduka. Te, 2005./06. sezone, Hajduk je igrao loše kao rijetko kad i Gudelj je samo do početka proljetnog dijela sezone kada nakon domaćeg poraza od zagrebačkoga Dinama (0:1) dobiva otkaz. Kratko vrijeme trenirao je i austrijski Steyr.

## Nagrade i priznanja

### Igrač

#### Individualna
- 1979.: Proglašen najboljim igračem turnira na juniorskome europskom prvenstvu u Austriji.[2]
- 1982.: Nogometaš godine u anketi Večernjeg lista.[2][4]

#### Klupska
Hajduk Split
- Prvenstvo Jugoslavije u nogometu (1) : 1978./79.
- Kup maršala Tita (2) : 1983./84., 1986./87.

#### Reprezentativna
Jugoslavija
- Prvo mjesto, zlatna medalja, Europsko juniorsko prvenstvo do 18 godina u Austriji 1979. godine.

## Zanimljivosti
- Kao statist glumio je seosko dijete u jednom prizoru u seriji Prosjacima i sinovima. Skupina djece u tom prizoru trči, a Ivan Gudelj je ono dijete koje je toliko brzo trčalo da je odmaklo ostaloj djeci.[5]
- Godine 2019. prikazan je premijereno dokumentarni film o Ivanu Gudelju Ivanova igra, autora Tomislava Žaje.[6]